# Euceros albibasalis
Euceros albibasalis är en stekelart som beskrevs av Tohru Uchida 1932. Euceros albibasalis ingår i släktet Euceros och familjen brokparasitsteklar. Inga underarter finns listade i Catalogue of Life.